# Ernest-Geoffroy Munch
Pour les articles homonymes, voir Munch.
Ernest-Geoffroy Münch, né à Mulhouse, le 3 mai 1888 et mort à Strasbourg, le 24 juin 1944, est un chef d'orchestre et chef de chœur alsacien, membre de la famille de musiciens Münch.

## Biographie
Ernest-Geoffroy Münch était le fils de l'organiste et chef de chœur Eugène Münch. Comme toute sa famille, il dédiera sa vie à la musique. Il étudie au Conservatoire de Strasbourg et en particulier l'orgue avec son oncle Ernest Münch. Il étudie également la direction d'orchestre avec Hans Pfitzner qui le recrute pour le Théâtre de la ville de Strasbourg, d'abord comme chef de chœur, puis comme chef d'orchestre. En 1913, Münch est nommé chef à Saaz puis revient à Strasbourg en 1920 pour assurer la direction de l'Orchestre du Théâtre. Il est alors chef de l'Orchestre municipal de Strasbourg pendant une vingtaine d'années et assure avec celui-ci notamment les concerts populaires et les concerts d'été (sur la terrasse du restaurant l'Orangerie). Il tient aussi régulièrement l'orgue à l'Église Saint-Guillaume et dirige un chœur d'hommes.
Lors de ses nombreux concerts, sa programmation est extrêmement variée et - dans cette ville-frontière qu'est Strasbourg - comporte tant de la musique française (Berlioz, Meyerbeer, Lalo, Delibes, Bizet, Massenet, Franck, Chabrier, Godard, Guiraud, Pierné) qu'allemande (Bach, Gluck, Beethoven, Schubert, Weber, Bruch, Wagner, Bruckner,  Moszkovski), voire d'autres pays encore (Rossini, Verdi, Tchaïkovski, Borodine). Un accent particulier est mis toutefois sur la musique contemporaine à l'egard de laquelle il témoigne d'une curiosité permanente. Il multiplie ainsi les concerts d'œuvres de compositeurs comme Honegger, Milhaud, Poulenc, Ropartz, Hindemith, Janacek, Glazounov, Prokofiev, Roussel, Strauss, Pfitzner, Kodaly, voire Schönberg et Webern. La réception occasionnellement hostile du public face à ces nouveautés ne le refroidit pas pour autant et il obtient avec le temps de beaux succès, ses concerts étant même radiodiffusés.
Comme dans toute sa famille, sa vénération pour Jean-Sébastien Bach est infinie et il réalisera notamment une orchestration de l'Art de la Fugue que son cousin Charles Münch dirigera à Boston.